# Кедук, Кирилл Владимирович
Кирилл Владимирович Кедук (бел. Кірыл Уладзіміравіч Кедук, род. 9 октября 1987, Гродно) — белорусский и польский пианист, классический музыкант.

## Биография
Родился в семье музыкантов. Закончил Детскую музыкальную школу № 2 г. Гродно (2001, фортепиано, класс Натальи Латышевой), Музыкальную школу I и II степеней им. Ф. Нововейского в Гданьске (2006, фортепиано, класс Вольдемара Войталя), Музыкальный университет им. Ф.Шопена в Варшаве (2012, фортепиано, класс Петра Палечного). Учился также в Музыкальной академии им. С. Монюшко в Гданьске (2006—2010, фортепиано, класс Вольдемара Войталя), фортепианной школе «Incontri con Maestro» в г. Имола, Италия (класс Бориса Петрушанского), Королевском Северном колледже музыки в Манчестере (класс Грехема Скотта).

## Репертуар
Основу репертуара составляют произведения Шопена, Шуберта, Листа, Рахманинова.

## Концертная деятельность
Концертирует с семи лет. В возрасте десяти лет впервые выступил с симфоническим оркестром — Государственным академическим симфоническим оркестром Республики Беларусь под управлением Геннадия Проваторова на сцене Белорусской государственной филармонии.
Выступает с концертами в Белоруссии и за границей. Выступал с Государственным академическим симфоническим оркестром Республики Беларусь, Государственным камерным оркестром Республики Беларусь, Королевским филармоническим оркестром Ливерпуля, Национальным филармоническим оркестром России, Филармоническим оркестром Ниццы, Сицилийским филармоническим оркестром, Orchestra Internazionale d'Italia, Краковским филармоническим оркестром, Балтийским филармоническим оркестром, Национальным симфоническим оркестром Украины и др.
Сотрудничает с такими дирижёрами и музыкантами, как Томас Зандерлинг, Владимир Спиваков, Ги Туврон, Лоуренс Пауэр, Ёшиказу Фукумура, Лешек Можджер, Евгений Бушков,  Константин Орбелян, Марко Бони, Кирилл Карабиц и др.
Участник многих крупных музыкальных проектов и фестивалей, среди которых Флорентийский музыкальный май, Kissinger Sommer, «Лики современного пианизма», Ravenna Musica, Festival Chopin Genève и др.
Регулярно выступает на престижных концертных площадках мира, среди которых Steinway Hall (Нью-Йорк, США), Моцартеум (Зальцбург, Австрия), Большой зал Московской консерватории (Москва, Россия), Koningin Elisabethzaal (Зал королевы Елизаветы) Королевского филармонического оркестра Фландрии (Антверпен, Бельгия), Концертный зал Мариинского театра (Санкт-Петербург, Россия), La Verdi Milano (Зал Верди, Милан, Италия), Bridgewater Hall (Манчестер, Великобритания), Il Teatro Garibaldi (Театр Гарибальди, Палермо, Италия), Hamarikyu Asahi Hall (Токио, Япония) и др.

## Организаторская деятельность
Организатор и художественный руководитель фестиваля TyzenHouse, который проводится ежегодно с 2013 г. родном городе пианиста, а также в других городах.

## Признание и награды
- Лауреат Международного конкурса молодых пианистов имени Владимира Горовица — вторая премия (2001, Киев, Украина)
- Лауреат Международного конкурса молодых пианистов памяти Артура Рубинштейна — третья премия (2004, Быдгощ, Польша)
- Лауреат Международного конкурса Kissinger Klavierolymp — первая премия, также приз зрительских симпатий (2009, Бад-Киссинген, Германия)
- Лауреат Международного фортепианного конкурса имени Джеймса Моттрама — первая премия (2010, Манчестер, Великобритания)

## Дискография
В 2013 году записал дебютный сольный диск My Polish Diary (Delos Records), посвящённый памяти отца:
Chopin:
- Variations Brillantes, Op. 12

Zarebski:
- Les roses et les épines
  - Andante con moto
  - Presto
  - Andante
  - Allegro molto
  - Allegretto

Szymanowski:
- Masques, Op. 34
- Sheherazade
- Tantris the Buffoon
- The Serenade of Don Juan

Paderewski:
- Caprice in G Major, Op. 14
- Nocturne in B-flat major, Op. 16

Lutoslawski:
- Two Etudes (1941)
  - Etude No. 1
  - Etude No. 2